# Pirkanmaa du Sud-Ouest
La sous-région de Pirkanmaa du Sud-Ouest (finnois : Lounais-Pirkanmaan seutukunta) est une sous-région de Pirkanmaa en Finlande. 
Au niveau 1 (LAU 1 ) des unités administratives locales définies par l'union européenne elle porte le numéro 068.

## Municipalités
La sous-région de Pirkanmaa du Sud-Ouest est composée des municipalités suivantes :
| Blason                | Municipalité               |
| --------------------- | -------------------------- |
| Punkalaitumen vaakuna | Punkalaidun (municipalité) |
| Sastamalan vaakuna    | Sastamala (ville)          |

## Population
Depuis 1980, l'évolution démographique de la sous-région de Pirkanmaa du Sud-Ouest, au périmètre du 1er janvier 2017, est la suivante:
| Année      | 1980   | 1985   | 1990   | 1995   | 2000   | 2005   | 2010   |
| ---------- | ------ | ------ | ------ | ------ | ------ | ------ | ------ |
| population | 32 197 | 31 760 | 31 223 | 30 716 | 29 938 | 29 297 | 29 045 |

## Politique
Les résultats de l'élection présidentielle finlandaise de 2018:
- Sauli Niinistö   64.6%
- Laura Huhtasaari   8.9%
- Pekka Haavisto   7.1%
- Paavo Väyrynen   6.5%
- Matti Vanhanen   5.2%
- Tuula Haatainen   4.3%
- Merja Kyllönen   3.2%
- Nils Torvalds   0.2%